# اغوزخان، ولایت مرو
اغوزخان (به ترکمنی: Oguzhan، اوْغوُزخان ) یا سابقا گولان‌لی (به ترکمنی: Gulanly، گوُلانلیٛ) یا  یک شهرک در شهرستان مرغاب، استان مرو کشور ترکمنستان است.
تا پیش از ۹ نوامبر ۲۰۲۲، این شهرک مرکز شهرستان اغوزخان بود. در این تاریخ، با انحلال این شهرستان، شهرک اغوزخان به شهرستان مرغاب واگذار شد.